# مگس‌های کرم‌شیری
مگس‌های کرم‌شیری (نام علمی: Vermileonidae) نام یک تیره از راسته مگس است.